# Tassar av stål
Tassar av stål: Legenden om Hank (engelska: Paws of Fury: The Legend of Hank) är en amerikansk animerad film från 2022. Filmen är löst baserat på filmen Det våras för sheriffen från 1974.
Filmen hade biopremiär i Sverige den 21 oktober 2022, utgiven av Lucky Dogs.

## Rollista
| Roll        | Engelsk röst      | Svensk röst       |
| ----------- | ----------------- | ----------------- |
| Hank        | Michael Cera      | Björn Gustafsson  |
| Jimbo       | Samuel L. Jackson | Dan Ekborg        |
| Ika Chu     | Ricky Gervais     | David Hellenius   |
| Toshi       | Mel Brooks        |                   |
| Ohga        | George Takei      | Adam Fietz        |
| Chuck       | Gabriel Iglesias  | Anders Öjebo      |
| Sumo        | Djimon Hounsou    | Jan Åström        |
| Yuki        | Michelle Yeoh     | Annica Smedius    |
| Emiko       | Kylie Kuioka      | Jennifer Sherwood |
| Ichiro      | Aasif Mandvi      | Göran Gillinger   |
| Little Mama | Cathy Shim        | Jennie Jahns      |
| Shogun      | Mel Brooks        | Sten Johan Hedman |